# Decibel
Decibel war ein designiertes Kommunikations-Framework für die freie KDE Software Compilation 4. Decibels Ziel war die Integration aller Kommunikationsprotokolle in die KDE Plasma Workspaces.
Decibel war im Jahr 2007 und 2008 über das KDE-Projekt Teil des Google Summer of Code.
Das 2011 veröffentlichte KDE Telepathy löste Decibel innerhalb der KDE-Initiative ab.

## Anwendungsszenario
Derzeit benutzen Computeranwender für alle ihre Kontakte verschiedene Programme mit verschiedenen Ansätzen: Instant Messenger wie AOL und MSN, E-Mail, Skype, und viele andere. Decibel vereint all diese Kontakte.
Ein mögliches Anwendungszenario ist beispielsweise: Sobald ein Absender den Computer bittet, eine Verbindung aufzubauen, beginnt der Servicemanager des Decibel-Frameworks seine Arbeit: Er nimmt die Anfrage entgegen und bestimmt die beste Möglichkeit, mit dem Empfänger zu kommunizieren (je nach Telefonnummer, E-Mail-Adresse etc.). Anschließend baut Decibels Servicemanager die Verbindung auf. Auf diese Weise kann man sich mit Freunden und Geschäftspartnern unterhalten, ohne sich mit technischen Aspekten auseinanderzusetzen.

## Technischer Hintergrund
Decibel funktioniert als Desktop-unabhängiger Daemon, der das Telepathy-Protokoll als Kommunikationsprotokoll verwendet. Dabei wird Funktionalität hinzugefügt, die den Aufwand und die Komplexität reduziert, um Echtzeitkommunikation in Computerprogrammen zu ermöglichen. Wie Telepathy bietet Decibel seine Dienste über das D-Bus-Protokoll an. Also können alle Programme, die D-Bus verwenden, Decibel benutzen.
Decibel ermöglicht auch die Verwaltung von Desktop-spezifischen Aktionen, Protokollkonfigurationen und Zugängen. Desktop-spezifische Aktionen beinhalten zum Beispiel das Starten eines Programms, das sich durch die Wahl eines nativen GUI-Toolkits wie Qt oder GTK+ in die grafische Benutzeroberfläche integriert. Auch die Benutzung des Personal Information Manager (PIM) zur Speicherung von Passwörtern und anderen Zugangsinformationen gehört dazu.

## Verwendung in KDE 4
Decibel war zum Zeitpunkt des Erscheinens von KDE 4.0 nicht fertig, wurde aber als Framework bereits zusammen mit KDE 4.1 ausgeliefert. Eine vollständige Nutzung im Standard-Instant Messenger von KDE, Kopete, war für KDE 4.2 geplant. Sowohl Kopete als auch Pidgin werden ihre unterstützten Protokolle über die Telepathy-Spezifikation verfügbar machen, während sich offizielle Telepathy-Komponenten weiterentwickeln.